# マルスの赤いスカーフ
『マルスの赤いスカーフ』（マルスのあかいスカーフ）は、4D王（現：MetaWalkers）システム向けに制作された、3DCGアニメーションである。
360度立体視で制作されている。
星の見える丘シリーズの一環として開発されたアニメーション作品。
数年に一度、宇宙に綿毛を飛ばす「不思議の木」によって物語が展開する、愛と涙の物語。

## 登場人物
マルス
声 - 田村睦心
フローラ
声 - 大亀あすか
ウェズ
声 - 新井里美
ムルジム
声 - 山本兼平

## スタッフ
- 制作 - ピー・ビーシステムズ
- 製作 - ゼネラルアサヒ
- 監督 - 関直之
- 脚本 - 村川康敏
- 総指揮 - 冨田和久

## 挿入歌
- 「幾千の時を越えて」
  - 作詞・作曲 - 柳和人 / 歌 - 相川理沙